# Englewood (Florida)
Englewood és una concentració de població designada pel cens dels Estats Units a l'estat de Florida. Segons el cens del 2000 tenia 16.196 habitants.

## Demografia
Segons el cens del 2000, Englewood tenia 16.196 habitants, 8.291 habitatges, i 5.206 famílies. La densitat de població era de 636,1 habitants/km².
Dels 8.291 habitatges en un 10,7% hi vivien nens de menys de 18 anys, en un 55,4% hi vivien parelles casades, en un 5,3% dones solteres, i en un 37,2% no eren unitats familiars. En el 32% dels habitatges hi vivien persones soles el 21,7% de les quals corresponia a persones de 65 anys o més que vivien soles. El nombre mitjà de persones vivint en cada habitatge era d'1,94 i el nombre mitjà de persones que vivien en cada família era de 2,36.
Per edats la població es repartia de la següent manera: un 10,3% tenia menys de 18 anys, un 3,2% entre 18 i 24, un 14,1% entre 25 i 44, un 26% de 45 a 60 i un 46,4% 65 anys o més.
L'edat mediana era de 63 anys. Per cada 100 dones de 18 o més anys hi havia 86,9 homes.
La renda mediana per habitatge era de 31.806 $ i la renda mediana per família de 38.978 $. Els homes tenien una renda mediana de 26.568 $ mentre que les dones 21.242 $. La renda per capita de la població era de 23.462 $. Entorn del 5,5% de les famílies i el 8,7% de la població estaven per davall del llindar de pobresa.

## Poblacions més properes
El següent diagrama mostra les poblacions més properes.